# Grande Prêmio da Malásia de 2002
Resultados do Grande Prêmio da Malásia de Fórmula 1 realizado em Sepang em 17 de março de 2002. Segunda etapa da temporada, teve como vencedor o alemão Ralf Schumacher, que subiu ao pódio junto a Juan Pablo Montoya numa dobradinha da Williams-BMW, com Michael Schumacher em terceiro pela Ferrari.

## Resumo
- Na largada, Montoya e Michael Schumacher bateram um no outro e o incidente rendeu uma punição ao colombiano, decisão contestada até mesmo pelo alemão, que julgou-a "muito dura".
- Primeiro ponto de Felipe Massa.
- Pior posição que Michael Schumacher conseguiu na temporada. Esse foi seu único terceiro lugar no ano.

## Corrida
| Pos.   | Nº | Piloto                | Construtor       | Voltas | Tempo/Diferença        | Grid | Pontos |
| ------ | -- | --------------------- | ---------------- | ------ | ---------------------- | ---- | ------ |
| 1      | 5  | Ralf Schumacher       | Williams-BMW     | 56     | 1:34:12.912            | 4    | 10     |
| 2      | 6  | Juan Pablo Montoya    | Williams-BMW     | 56     | + 39.700               | 2    | 6      |
| 3      | 1  | Michael Schumacher    | Ferrari          | 56     | + 1:01.795             | 1    | 4      |
| 4      | 15 | Jenson Button         | Renault          | 56     | + 1:09.767             | 8    | 3      |
| 5      | 7  | Nick Heidfeld         | Sauber-Petronas  | 55     | + 1 volta              | 7    | 2      |
| 6      | 8  | Felipe Massa          | Sauber-Petronas  | 55     | + 1 volta              | 14   | 1      |
| 7      | 25 | Allan McNish          | Toyota           | 55     | + 1 volta              | 19   |        |
| 8      | 11 | Jacques Villeneuve    | BAR-Honda        | 55     | + 1 volta              | 13   |        |
| 9      | 10 | Takuma Sato           | Jordan-Honda     | 54     | + 2 voltas             | 15   |        |
| 10     | 17 | Pedro de La Rosa      | Jaguar-Cosworth  | 54     | + 2 voltas             | 17   |        |
| 11     | 20 | Heinz-Harald Frentzen | Arrows-Cosworth  | 54     | + 2 voltas             | 11   |        |
| 12     | 24 | Mika Salo             | Toyota           | 53     | + 3 voltas             | 10   |        |
| 13     | 9  | Giancarlo Fisichella  | Jordan-Honda     | 53     | + 3 voltas             | 9    |        |
| Ret    | 2  | Rubens Barrichello    | Ferrari          | 39     | Motor                  | 3    |        |
| Ret    | 23 | Mark Webber           | Minardi-Asiatech | 34     | Pane elétrica          | 21   |        |
| Ret    | 16 | Eddie Irvine          | Jaguar-Cosworth  | 30     | Pane hidráulica        | 20   |        |
| Ret    | 22 | Alex Yoong            | Minardi-Asiatech | 29     | Câmbio                 | 22   |        |
| Ret    | 4  | Kimi Räikkönen        | McLaren-Mercedes | 24     | Motor                  | 5    |        |
| Ret    | 21 | Enrique Bernoldi      | Arrows-Cosworth  | 20     | Pressão do combustível | 16   |        |
| Ret    | 3  | David Coulthard       | McLaren-Mercedes | 15     | Motor                  | 6    |        |
| Ret    | 12 | Olivier Panis         | BAR-Honda        | 9      | Embreagem              | 18   |        |
| Ret    | 14 | Jarno Trulli          | Renault          | 9      | Superaquecimento       | 12   |        |
| Fonte: |    |                       |                  |        |                        |      |        |

## Tabela do campeonato após a corrida
| Pos.   | Piloto             | Pontos |
| ------ | ------------------ | ------ |
| 1      | Michael Schumacher | 14     |
| 2      | Juan Pablo Montoya | 12     |
| 3      | Ralf Schumacher    | 10     |
| 4      | Kimi Räikkönen     | 4      |
| 5      | Eddie Irvine       | 3      |
| Fonte: |                    |        |

| Pos.   | Construtor       | Pontos |
| ------ | ---------------- | ------ |
| 1      | Williams-BMW     | 22     |
| 2      | Ferrari          | 14     |
| 3      | McLaren-Mercedes | 4      |
| 4      | Renault          | 3      |
| 5      | Jaguar-Cosworth  | 3      |
| Fonte: |                  |        |

- Nota: Somente as primeiras cinco posições estão listadas.